# Corydalis hookeri
Corydalis hookeri är en vallmoväxtart som beskrevs av David Prain. Corydalis hookeri ingår i släktet nunneörter, och familjen vallmoväxter. Inga underarter finns listade i Catalogue of Life.